# Brumairekuppen

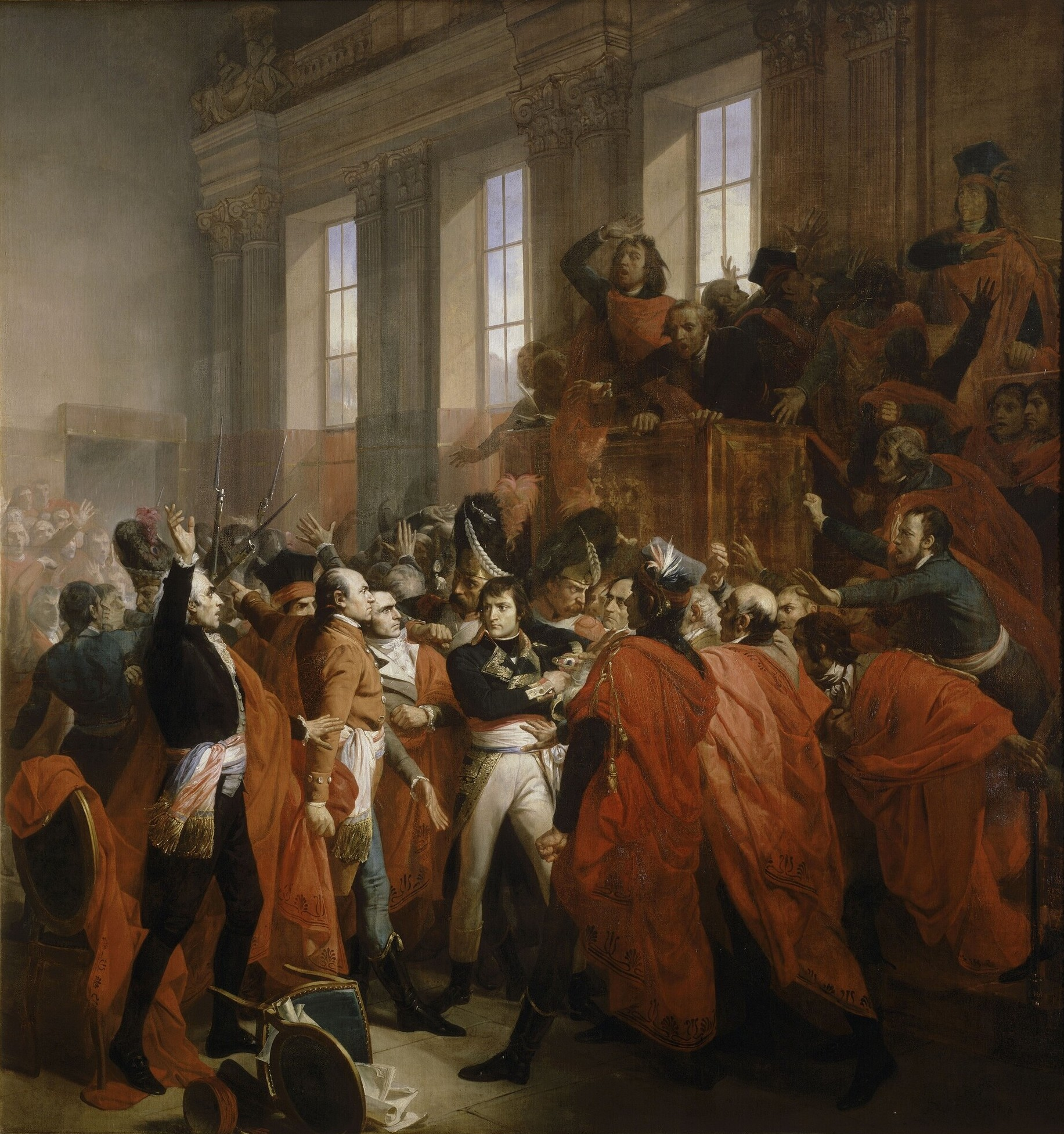
Napoleon Bonaparte vid Brumairekuppen, målning av François Bouchot 1840.

Brumairekuppen anses ha avslutat den franska revolutionen. Den inträffade enligt den franska revolutionskalendern den 18 brumaire år VIII, eller den 9 november 1799 enligt den gregorianska kalendern, då militära styrkor, under ledning av generalen Napoleon Bonaparte, bröt sig in och skingrade nationalkonventet och störtade direktoratet.
Genom ett dekret 9 november beslöt de sammansvurna, ledda av Lucien och Napoleon Bonaparte tillsammans med Emmanuel Joseph Sieyès och med stöd bland majoriteten i de äldres råd, med hänvisning till faran för en jakobinsk kupp att flytta de femhundrades råd till slottet Saint Cloud dit Napoleon posterade sina soldater. Då Napoleon 10 november (19:e brumaire) inträdde i de femhundrades råd mottogs han med ovilja av de församlade och förslag väcktes att ställa honom utanför lagen. Själv blev Napoleon handfallen inför situationen, men Lucien räddade situationen genom att som president i de femhundrades råd befalla soldaterna att rensa salen. Senare på dagen samlades de gamles råd och en liten minoritet av de femhundrades råd till överläggning och beslöt att enligt de sammansvurnas önskemål upphäva direktorialförfattningen och överlämna makten till ett provisoriskt konsulat med tre konsuler, Franska konsulatet.  